# 野明敏治
野明 敏治（のあけ としはる）は、日本の教育学者。

## 略歴
長野県諏訪郡原村出身。諏訪郡立実科中学校（現・長野県諏訪清陵高等学校・附属中学校）、第一高等学校卒業。糺の森の家と呼ばれた京都帝国大学官舎の狩野亨吉の家に書生として住み込んでいた。菅虎雄も一緒に住んでいた。糺の森の家には、夏目漱石も滞在したことがある。狩野を敬慕し、京都帝国大学に進学し卒業。1912年『國民教育原論  人道的帝國主義の教育』を執筆、上梓。

## 著書
- 『國民教育原論  人道的帝國主義の教育』敬文館 1912年